# Handball-Bayernliga 1979/80
Die Saison 1979/80 der Handball-Bayernliga war die zweiundzwanzigste Spielzeit der höchsten bayerischen Handballliga, die unter dem Dach des „Bayerischen Handballverbandes“ (BHV) organisiert wurde und als dritthöchste Spielklasse im deutschen Ligensystem eingestuft war. 

## Saisonverlauf
Die Meisterschaft gewann der MTSV Schwabing, der sich über die Aufstiegsspiele für die Regionalliga Süd qualifizieren konnte. Vizemeister war der Post SV Regensburg, er hatte das bessere Torverhältnis gegenüber dem FC Augsburg. Die Absteiger waren die TG 1848 Würzburg und der HSC Bad Neustadt.

### Teilnehmer
An der Bayernliga 1979/80 nahmen 11 Mannschaften teil. Neu in der Liga waren der MTSV Schwabing und der HSC Bad Neustadt, beides Aufsteiger aus der Verbandsliga Bayern dazu der Absteiger aus der Bundesliga die TG 1848 Würzburg. Nicht mehr dabei waren die Absteiger Regensburger TS und VfL Wunsiedel aus der Vorsaison.

### Modus
Es wurde eine Hin- und Rückrunde gespielt. Platz eins war der Bayerischer Meister und Teilnehmer an den Aufstiegsspielen zur Regionalliga Süd 1980/81. Die Plätze zehn und elf waren die Absteiger, die den Weg in die Verbandsliga 1980/81 antreten mussten.

### Abschlusstabelle
Saison 1979/80 
|     | Mannschaft             | Spiele | Punkte |
| --- | ---------------------- | ------ | ------ |
| 1.  | MTSV Schwabing (N)     | 20     | 27:13  |
| 2.  | Post SV Regensburg     | 20     | 25:15  |
| 3.  | FC Augsburg (Handball) | 20     | 25:15  |
| 4.  | TSV 1863 Marktoberdorf | 20     | 22:18  |
| 5.  | TV 1848 Erlangen       | 20     | 21:19  |
| 6.  | TSV Aichach            | 20     | 21:19  |
| 7.  | TSV 1860 Ansbach (M)   | 20     | 20:20  |
| 8.  | TSV 1846 Lohr          | 20     | 17:23  |
| 9.  | TSV 1861 Zirndorf      | 20     | 16:24  |
| 10. | TG 1848 Würzburg (A)   | 20     | 15:25  |
| 11. | HSC Bad Neustadt (N)   | 20     | 11:29  |

Bereich des „Bayerischen Handballverbandes“ (BHV)

(M) = Meister (Titelverteidiger) (A) = Absteiger aus der Regionalliga (N) = Neu in der Liga (Aufsteiger) 

 Meister und für die Aufstiegsspiele zur Handball-Regionalliga Süd 1980/81 qualifiziert
  „Für die Bayernliga 1980/81 qualifiziert“ 
  „Absteiger“ in die Verbandsliga 1980/81

## Handball-Bayernliga (Frauen) 1979/80
- Bayerischer Meister TV Fürth 1860
- Regionalliga-Aufsteiger TV Fürth 1860